# Картошка (игра)
Картошка (Горячая картошка, Собачка, Мяч по кругу) — детская дворовая игра с мячом.
Для игры необходима ровная площадка и мяч. Количество игроков: не меньше 3.

## Правила игры
Игроки становятся в круг и перекидывают мяч друг другу в «волейбольной манере», не ловя его. Тот, кто не смог отбить мяч (принять), садится в центр круга (в котёл).  Сидя в «котле», он может попытаться поймать пролетающий над головой мяч, но подниматься с корточек нельзя (если иное не оговорено правилами «картошка не растёт»). Если игроку удалось поймать мяч, будучи в «котле», он освобождает себя и других «пленных», а игрок, последний коснувшийся мяча перед этим, занимает их место.
Кроме того, игроки, перебрасывающие мяч, могут освободить кого-то из «котла». Для этого необходимо попасть мячом  в игрока, сидящего в центре круга, в случае промаха игрок присоединяется к сидящим. Игра продолжается до тех пор, пока не останется только один игрок или она не надоест участникам.
Игра динамичная и требует определённого навыка (в приёме и подачи мяча), позволяет развивать волейбольные навыки, и при этом с меньшими требованиями (не нужна сетка, небольшая относительно ровная площадка, количество игроков от 3). Подростки с удовольствием играют, в «Картошку» иногда и вместе с родителями.
Как вариант игры – стоящие по кругу участники по сигналу «Горячая картошка!» начинают перебрасывать или передавать мяч друг другу. Если участник «обжёгся»,  не поймав мяч, он должен пробежать круг и вернуться на своё место.

## История происхождения
Игра под таким же названием популярна в англоязычных странах, только правила её отличаются. Играют в «горячую картошку» обычно в сопровождении музыки. Участники становятся в круг и стараются передать друг другу мяч как можно быстрее. Проигрывает тот из участников, у кого в руках окажется мяч, когда музыка закончится. Играть можно и без музыки, в таком случае участники должны выбрать ведущего, который сможет командовать процессом: игра заканчивается на словах ведущего: «hot!», что на русский язык можно перевести как «горячо!». Также в отличие от российской версии в американскую «горячую картошку» играют обычно не волейбольным мячом, а  небольшим теннисным, или же используют маленький вязаный мяч.
Происхождение игры точно неизвестно, возможно, она берёт своё начало в игре, описанной английским писателем Сидни Эдди в 1888 году. В собранном им словаре слов, употребляемых в Шеффилде, он описал правила игры, в чем-то схожей: участники становились в круг и передавали друг другу зажжённую свечу. Каждый, у кого в руках оказывалась свеча, должен был произнести следующие слова: «Джек жив и любит жизнь, если он угаснет в твоих руках, ты должен будешь заплатить штраф». Тот, у кого свеча в руках гасла, расставался с обговорённой заранее суммой денег.

## Передай посылку
В Великобритании и США дети также любят играть в другую похожую игру, которая называется «Передай посылку» (англ. Pass the parcel). Кто-нибудь из взрослых подготавливает для детей подарок и заворачивает его в большое количество обёрточной бумаги, в несколько слоёв, причём между слоями можно спрятать небольшие сюрпризы, наклейки с пожеланиями. Подарок передают по кругу, пока играет музыка, когда она заканчивается, тот, у кого подарок оказался в руках, снимает один слой бумаги. Игра продолжается до тех пор, пока дети не снимут последний обёрточный слой и не узнают, какой подарок им приготовили взрослые. По правилам, взрослые не должны наблюдать, как передаётся подарок по кругу, чтобы не вмешиваться в ход игры, останавливая музыку в тот момент, когда «посылка» оказывается в руках конкретного участника.  Но на практике такое бывает редко, поскольку те, кто проводят эту игру, заранее определяют, кому должен достаться подарок, а также пытаются вовлечь в «передачу посылки» всех игроков, давая каждому шанс испытать удачу. Существуют альтернативные варианты игры, когда в качестве музыкального сопровождения используют заранее отобранные короткие отрезки из песен, так что взрослым уже не удается контролировать ход игры. Другая разновидность этой забавы разрешает детям по окончании мелодии открывать сразу несколько слоёв бумаги, в которую завёрнут подарок, до тех пор, пока музыка снова не зазвучит, а в качестве ограничительных мер прибегают к помощи наклеек или написанных рукой на обёрточной бумаге подсказок или заданий: если ребенок не заметил наклейку на одном из слоёв бумаги или не смог выполнить задание, он передает подарок следующему и игра продолжается.